# Priscilla Frederick
Priscilla Eve Frederick (Nueva York, 14 de febrero de 1989) es una atleta estadounidense-antiguana especializada en salto de altura. Compitió para Estados Unidos hasta 2012 cuando se cambió a Antigua y Barbuda, el país de nacimiento de su padre. Se crio y reside en Sicklerville en el Winslow Township, Nueva Jersey.
Frederick quedó séptima en las Pruebas olímpicas de Estados Unidos. 
Tras empezar a competir internacionalmente para Antigua y Barbuda, Frederick ganó una medalla de plata en salto de altura en los Juegos Panamericanos de 2015. Defendió su medalla en los Juegos Panamericanos de 2019 de Lima. En ambos terminó segunda por detrás de la saltadora de altura santalucense Levern Spencer.
Las marcas personales de Frederick en salto de altura son 1,91 metros al aire libre (Toronto 2015) y 1,90 metros en pista cubierta (Staten Island 2016). Ambos son récords nacionales.
Frederick comenzó a entrenar en Princeton University en 2016.

## Vida personal
Loomis es Católica y ha hablado abiertamente de su fe.